# Turkmenistan Cup 2021
Der Turkmenistan Cup 2021 war die 28. Saison eines Ko-Fußballwettbewerbs in Turkmenistan. Das Turnier wurde von der Türkmenistanyň Futbol Federasiýasy organisiert. Der Wettbewerb begann mit dem Viertelfinale am 5. November 2021 und endete mit dem Finale am 22. Dezember 2021.

## Termine
| Runde         | Datum             |
| ------------- | ----------------- |
| Viertelfinale | 5. November 2021  |
| Halbfinale    | 7. Dezember 2021  |
| Finale        | 22. Dezember 2021 |

## Viertelfinale
|                   | Ergebnis        |                  |
| ----------------- | --------------- | ---------------- |
| 5. November 2021  |                 |                  |
| Nebitçi FT        | 2:2 (3:4 i. E.) | Altyn Asyr FK    |
| FC Aşgabat        | 1:2             | Ahal FK          |
| Merw FK           | 1:3             | Şagadam FK       |
| Energetik FK Mary | 1:1 (3:4 i. E.) | Köpetdag Aşgabat |

## Halbfinale
|                  | Ergebnis |                  |
| ---------------- | -------- | ---------------- |
| 7. Dezember 2021 |          |                  |
| Altyn Asyr FK    | 1:2      | Ahal FK          |
| Şagadam FK       | 1:0      | Köpetdag Aşgabat |

## Finale
|                   | Ergebnis |            |
| ----------------- | -------- | ---------- |
| 22. Dezember 2021 |          |            |
| Ahal FK           | 0:1      | Şagadam FK |